# ウラヌス (競技馬)
ウラヌス号（1919年？ - 1945年3月28日）は、1932年のロサンゼルスオリンピック馬術大障害飛越競技の金メダリストである西竹一日本陸軍大佐の愛馬。フランス生まれ。品種はアングロノルマン、血統は不明。栃栗毛。

## 概要

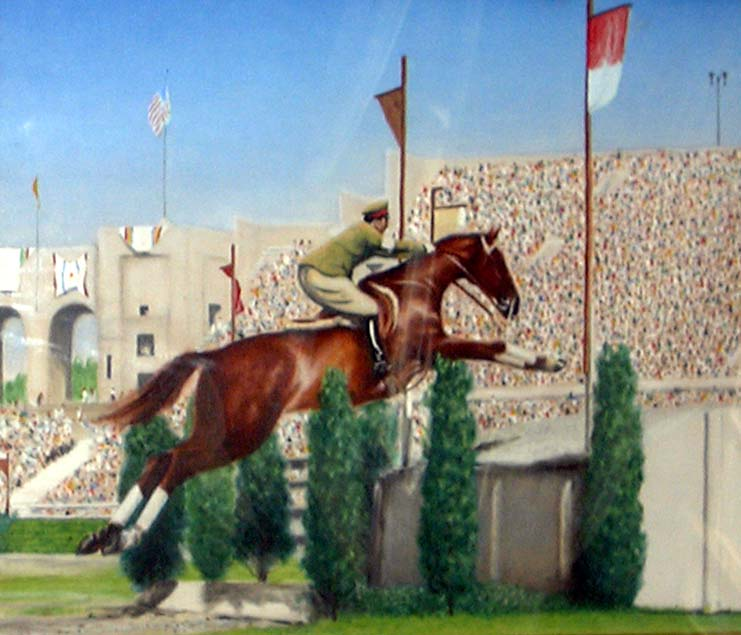
ロサンゼルス五輪馬術

1930年4月、西がイタリアに滞在中、同僚の今村安の連絡で、馬の持ち主のイタリア騎兵将校が、ウラヌスを乗りこなせず売りたがっていたことを西に伝えたところ、それなら自分が乗ってみようと6,500伊リラ（当時のレート、100英ポンド＝1,000日本円）で購入した。額にある星と、体高（肩までの高さ）が181cmもある大きな馬体。性格は激しかったらしく西以外は誰も乗りこなせなかったという。
ヨーロッパの大会で入賞し、ロサンゼルスオリンピックでは馬術・障害飛越競技（個人）で金メダルを獲得した。ベルリンオリンピックにも参加しているが、こちらは20位に終わっている。ロサンゼルスオリンピックでは、160cmの障害を飛び越える際にみずから馬体をよじりミスを防いだ逸話が残っている。
引退後は　馬事公苑にて余生を送っていたが、第二次世界大戦の硫黄島の戦いで西が戦死すると、後を追うように病死した。遺体は馬事公苑に埋葬されたという説と、陸軍獣医学校に埋められたのち空襲により失われたとする2つの説がある。戦後、西が硫黄島で最期を遂げるまで身につけていたウラヌスのたてがみがアメリカで発見され、北海道十勝本別町歴史民俗資料館に収められる。